# Matthew Tuck
Matthew Tuck (ur. 20 stycznia 1980 w Bridgend) – walijski muzyk, wokalista, gitarzysta oraz lider grupy metalcorowej Bullet for My Valentine. Potrafi grać także na perkusji, keyboardzie, flecie oraz na harmonijce. Przed rozpoczęciem kariery w zespole Bullet for My Valentine pracował w walijskiej firmie Virgin Megastore.

## Historia

### Wpływ
Matthew Tuck twierdzi, że największy wpływ na wykonywaną przez niego muzykę miała Metallica. W wieku 14 lat Tuck odkrył grupę oglądając kanał MTV, emitowany był w tym czasie teledysk do utworu Enter Sandman, co zainspirowało go do nauki gry na gitarze. Jako ważniejsze grupy będące jego inspiracją muzyczną wymienia także Mötley Crüe, Iron Maiden, Judas Priest, Pantera oraz Megadeth.

### Problemy zdrowotne
Podczas tras As I Lay Dying i Protest the Hero w listopadzie 2006 roku Matt Tuck zachorował na zapalenie krtani, było to powodem przełożenia części występów na początek stycznia 2007. 22 czerwca 2007 ogłoszono, że Matt musi przejść operację wycięcia migdałków. Z tego powodu odwołano wszystkie koncerty Bullet for My Valentine, wliczając w to support podczas występów zespołu Metallica. Choroba stała się inspiracją do napisania piosenki "Deliver Us From Evil" (Scream, Aim, Fire) opowiadającej o problemach zdrowotnych Tucka.

## Instrumentarium
| Gitary - B.C. Rich JR Deluxe V - B.C. Rich Mockingbird Pro X Hardtail - B.C. Rich Warlock - Jackson Matt Tuck Signature Rhoads Guitar - Jackson RR1T Black - Jackson RR1T - Jackson RR5 Pro Series - Jackson Kevin Bond Signature - Gibson Les Paul Raw Power Standard - Fender Stratocaster American White - Gibson Flying V - Gibson Les Paul Custom Alpine White - Epiphone Zakk Wylde Les Paul Custom Bullseye - Taylor Acoustic Guitar 814CE Wzmacniacze i kolumny głośnikowe - Peavey 6505 Head - Mesa Engineering 4X12 Standard Rectifier Cab-Straight - Roland Jazz Chorus Amp |  | Efekty gitarowe - Ibanez TS-9 Tube Screamer - 2 Boss NS-2 Noise Suppressors - Boss TU-2 Chromatic Tuner - Peavey Channel Switcher - Morley Bad Horsie Wah-wah - Sennheiser EW300 Wireless Unit - MXR Wylde Overdrive Pedal - Whirlwind Switcher - Voodoo Lab Pedal Power - Ibanez CS9 Stereo Chorus - Line 6 POD X3 Pro Struny i kostki gitarowe - Rotosound Roto Blues Strings Gauges - Dunlop Tortex .50mm Red |

## Dyskografia
Single
| Tytuł                                                     | Rok  | Pozycja na liście | Pozycja na liście |
| Tytuł                                                     | Rok  | FIN               | GER               |
| --------------------------------------------------------- | ---- | ----------------- | ----------------- |
| Apocalyptica feat. Max Cavalera & Matt Tuck - "Repressed" | 2006 | 19                | 74                |